# علی زین‌العابدین
علی زین‌العابدین بن اسماعیل دوازدهمین سلطان مراکش از دودمان علوی و پسر اسماعیل بن شریف بود. او پس از برکنار کردن برادرش عبدالله از سلطنت در ۱۳ ژوئن ۱۷۴۱ به حکومت رسید و در ۲۴ نوامبر ۱۷۴۱ (پنج ماه بعد) برادرش عبدالله او را کنار زد و خود دوباره حاکم شد.